# Richard Marx
Richard Noel Marx (Chicago, 16 settembre 1963) è un cantautore, compositore e produttore discografico statunitense.
Ottiene una serie di enormi successi a cavallo fra gli anni '80 e i '90 con brani come Endless Summer Nights, Hold On to the Nights, Right Here Waiting, Hazard e Now and Forever. Benché la maggior parte dei suoi brani più popolari siano delle ballate, il suo repertorio è in gran parte in stile rock, come è dimostrato dai singoli Don't Mean Nothing, Should've Known Better, Satisfied , Take This Heart e Angelia. È stato il primo cantante a piazzare i primi sette singoli della sua carriera nella top 5 della Billboard Hot 100. Ha venduto più di 30 milioni di copie nel mondo.
Marx è anche celebre per aver scritto brani per importanti artisti come Julio Iglesias, Michael Bolton, Keith Urban, LeAnn Rimes, Barry Manilow, Barbra Streisand, Kenny Loggins, Vixen, Luther Vandross, 'N Sync, Olivia Newton-John, Sarah Brightman e Laura Pausini. Con il brano Dance with My Father eseguito da Luther Vandross vinse il Grammy Awards.
Marx è stato sposato dal 1989 al 2014 con la ballerina, attrice e cantante Cynthia Rhodes, da cui ha avuto tre figli: Brandon, Lucas e Jesse. La coppia ha divorziato dopo 25 anni di matrimonio. Dal 2015 è sposato con la modella e conduttrice televisiva cubana Daisy Fuentes.
Le principali influenze musicali di Marx sono Sam Cooke e Elvis Presley, oltre a Donny Hathaway, Steven Tyler, Elton John, Kenny Loggins, Peter Gabriel, Daniel Lanois, Annie Lennox, gli U2, Dave Grusin, John Farnham, Billy Joel, Rod Stewart, gli Eagles, Luther Vandross, Earth, Wind & Fire e Gladys Knight.

## Biografia

### L'infanzia e gli esordi, 1963-1986
Marx fu l'unico figlio della coppia Ruth, ex cantante, e Dick Marx, musicista jazz e fondatore di una compagnia musicale di successo negli anni sessanta. Richard crebbe con tre fratellastri, nati da un precedente matrimonio del padre.
La carriera di Richard Marx iniziò all'età di cinque anni quando cantò per alcuni brani pubblicitari scritti dal padre. Tra i più famosi vi furono Arm & Hammer e Nestlé Crunch.
Richard era diciassettenne quando una registrazione di un suo pezzo finì nelle mani di Lionel Richie, il quale notò il talento del giovane e lo contattò dicendo:
Così, dopo essersi diplomato, Marx si trasferì a Los Angeles per visitare Richie e lì registrò le parti da corista per il suo disco Lionel Richie nel brano You Are. Successivamente canterà in Running with the Night e All Night Long, nel seguente disco di Richie Can't Slow Down.
In questi stessi anni, Richard riuscì a farsi assumere in uno studio di registrazione e il suo entusiasmo e la sua presenza lo portarono a registrare parti vocali per Madonna, Whitney Houston e Luther Vandross. Marx ebbe anche una piccola parte nel film Coach Of The Year con Robert Conrad. Nel 1984 iniziò una collaborazione con Kenny Rogers, per il quale compose i brani Crazy, numero 1 nella Hot Adult Contemporary Tracks e numero 5  nella Billboard Hot 100, e What About Me?', numero 1 e numero 15. Poco dopo iniziò a lavorare con il produttore David Foster e scrisse canzoni per i Chicago e per Freddie Jackson.
Mentre la sua carriera da compositore e produttore proseguiva, Marx continuò a seguire il sogno di diventare egli stesso un artista. Finalmente quattro anni dopo essersi trasferito a Los Angeles, Bruce Lundvall, presidente della EMI, ascoltò una sua demo e lo pose sotto contratto. Marx contattò così il suo amico Fee Waybill dei The Tubes e altri talentuosi musicisti come Joe Walsh e Randy Meisner degli Eagles, per iniziare a registrare il suo primo album.

### I primi due album, 1987-1990
Il primo album di Richard Marx, l'omonimo Richard Marx, fu pubblicato nel giugno 1987, e ottenne quattro singoli e quasi 4 milioni di copie vendute negli USA. Il singolo di debutto Don't Mean Nothing fu numero 3 nella Billboard Hot 100 e numero 1 nella Mainstream Rock Songs. Marx fu il primo artista ad essere suonato in 117 stazioni radio del mondo durante la prima settimana dopo l'uscita del disco. Should've Known Better e Endless Summer Nights si piazzarono rispettivamente alla numero 3 e alla numero 2, Hold On to the Nights fu il primo numero 1 della carriera di Richard Marx.
Grazie a questo debutto, Marx fu il primo cantante uomo a raggiungere la top 3 con quattro singoli del suo primo album. Partì così per il suo primo tour mondiale, prima al fianco dei REO Speedwagon, successivamente solista. Rimase on the road per quattordici mesi e l'album fu nelle classifiche per più di un anno e mezzo.
Nel 1988 Marx fu nominato per un Grammy Award come Miglior interpretazione rock vocale solista con Don't Mean Nothing.
Il secondo album Repeat Offender uscì nel maggio 1989 e raggiunse la prima posizione nelle classifiche detronizzando Prince dalla numero 1 nella Billboard 200. Divenne triplo disco di platino dopo pochi mesi e vendette 5 milioni di copie in America. Repeat Offender era stato composto interamente da Marx durante i 14 mesi di vita on the road.
"Some people might think that it would be easier this time around, that I could just kick back" (Marx said at the time) "but truth is it’s harder: I’ve got much more to prove"
"Qualcuno avrebbe potuto pensare sarebbe stato più facile stavolta, che avrei potuto semplicemente sedermi sugli allori" (Marx confessò allora) "in verità è tutto più difficile: avrò molto più da dimostrare"
I primi due singoli, Satisfied e Right Here Waiting, raggiunsero entrambi la numero 1, completando la serie di tre piazzamenti consecutivi al numero 1. Grazie a Angelia, che raggiunse invece la numero 4, Marx divenne il primo artista solista a raggiungere la top 5 con i suoi primi sette singoli. Children of the Night fu scritta in supporto a un'organizzazione dell'underground di Los Angeles che aiutava i ragazzini orfani e tutti gli incassi di questo brano furono donati all'associazione stessa.
Il secondo tour mondiale di Richard Marx iniziò nell'autunno del 1989 e toccò l'Australia, Singapore, la Malaysia, il Giappone, l'Europa, il Canada e gli Stati Uniti, terminando nell'agosto 1990 con celebri show al Royal Albert Hall di Londra e un invito di Tina Turner per concerti in Germania.
Marx ricevette anche la sua seconda nomina ai Grammy nel 1990, stavolta come Miglior interpretazione vocale maschile in Right Here Waiting.

### Rush Street, Paid Vacation e Flesh and Bone, 1991-1999
Nel 1991 Richard Marx pubblicò il suo terzo consecutivo disco multi-platino Rush Street. L'album vide la partecipazione di artisti come Luther Vandross e Billy Joel nel ruolo di coristi e pianisti. Il primo singolo estratto Keep Coming Back fu numero 12 nelle classifiche pop e numero 1 nella Adult Contemporary Chart per 4 settimane. Hazard, che dipingeva la storia di un uomo accusato erroneamente di omicidio nella cittadina di Hazard, nel Nebraska, divenne numero 1 nelle classifiche mondiali. Altri due singoli da top 10 furono Take This Heart (AC numero 4, Hot 100 numero 20) e Chains Around My Heart (AC numero 9, Hot 100 numero 44). Nell'agosto 2001 Marx ammise che la traccia Superstar era dedicata alla popstar Madonna.
Nel 1994, dopo il trasferimento con la famiglia da Los Angeles a Chicago, Marx pubblicò Paid Vacation, raggiungendo per la quarta volta consecutiva il disco di platino. La power ballad acustica Now and Forever, scritta per la colonna sonora del film Getaway, fu numero 7 nella Hot 100 e rimase per quattro settimane nella top 10 (e numero 12 nel Regno Unito). Mantenne anche la numero 1 nella Adult Contemporary Chart per undici settimane, una sola settimana sotto il record assoluto di permanenza. Il seguente singolo, The Way She Loves Me, divenne numero 3 nella classifica AC e numero 20 nelle classifiche Pop.
Nel 1997 fu dato alle stampe Flesh and Bone, ultimo album in studio pubblicato sotto la Capitol Records. Il disco vendette 250 000 copie nei soli USA. Until I Find You Again fu numero 1 in molti Paesi e numero 3 negli Stati Uniti. Nel novembre '97 fu pubblicata anche la prima raccolta di Marx, Greatest Hits, contenente 16 tracce più un inedito, Angel's Lullaby, brano scritto per i suoi figli e che era apparso per la prima volta in For Our Children, Too, una raccolta pubblicata nel 1996 per la Pediatric AIDS Foundation. Nel 1998 Greatest Hits uscì anche in Asia con due inediti a titolo Slipping Away e Thanks To You, toccante tributo alla madre.
Nel 1997 duetta con Donna Lewis in At the Beginning, colonna sonora del film d'animazione Anastasia.

### I seguenti dischi e il periodo recente, 2000-oggi
Nel 2000 Marx pubblicò il suo sesto album Days in Avalon con la casa discografica Signal 21 Records, fondata da Marx stesso e l'ex-batterista dei Blood, Sweat & Tears e produttore Bobby Colomby. Il brano omonimo Days in Avalon entrò nella Adult Contemporary Chart e rimase per dodici settimane nella classifica top 30. Il disco ottenne un discreto successo in tutte le parti del mondo e in particolare in Asia e Australia.
Dopo aver firmato un nuovo contratto con la EMI, Richard Marx pubblicò nel 2004 il disco My Own Best Enemy. Dall'album furono estratti i singoli When You're Gone e Ready to Fly.
Nel 2008 uscì Duo, un disco suonato con il cantante dei Vertical Horizon Matt Scannell. Il progetto presentò le versioni acustiche dei maggiori successi di Marx e dei Vertical Horizon, oltre a un inedito intitolato Always on Your Mind. Il disco non fu pubblicato da nessuna etichetta ma messo in vendita direttamente dal sito ufficiale di Marx. Seguirono concerti che videro i due artisti esibirsi assieme in varie città americane.
Il 12 giugno 2008 Marx ha preso parte allo show televisivo "Songwriters In The Round Presents: Legends & Lyrics" nell'episodio 102 della prima serie al fianco di Kenny Loggins, Nathan Lee e i Three Doors Down. La performance musicale è stata pubblicata in DVD.
Nel 2008 uscì Sundown e nel 2009 Emotional Remains, due nuovi album di inediti scaricabili ancora una volta dal sito ufficiale dell'artista. La traccia Through My Veins è un tributo al padre Dick Marx, deceduto nel 1997.

## Discografia

### Album in studio
- 1987 - Richard Marx (UK #68 - USA #8)
- 1989 - Repeat Offender (UK #8 - USA #1)
- 1991 - Rush Street (UK #7 - USA #35)
- 1994 - Paid Vacation (UK #11 - USA #37)
- 1997 - Flesh and Bone (USA #70)
- 2000 - Days in Avalon
- 2004 - My Own Best Enemy (USA #126)
- 2008 - Sundown
- 2009 - Emotional Remains
- 2012 - Christmas Spirit (USA #181)
- 2014 - Beautiful Goodbye (USA #39)
- 2020 - Limitless
- 2022 - Songwriter

### Raccolte
- 1994 - Ballads
- 1997 - Greatest Hits (UK #34 - USA #140)
- 2000 - The Best of Richard Marx
- 2000 - The Essential Richard Marx
- 2000 - Timeline
- 2008 - Duo (con Matt Scannell)
- 2010 - Stories to Tell
- 2010 - Hits & Ballads
- 2012 - Inside My Head
- 2012 - Seven & Seven
- 2014 - Now and Forever - The Ballads
- 2016 - The Ultimate Collection

### Singoli
- 1987 - Don't Mean Nothing (UK #78 - USA #3)
- 1987 - Should've Known Better (UK #50 - USA #3)
- 1987 - Lonely Heart (UK #60)
- 1988 - Endless Summer Nights (UK #50 - USA #2)
- 1988 - Hold On to the Nights (UK #60 - USA #1)
- 1988 - Have Mercy
- 1989 - Satisfied (UK #52 - USA #1)
- 1989 - Right Here Waiting (UK #2 - USA #1)
- 1989 - Angelia (UK #45 - USA #4 - ITA #7)
- 1989 - Nothing You Can Do About It
- 1990 - Too Late to Say Goodbye (UK #38 - USA #12)
- 1990 - Children of the Night (UK #54 - USA #13)
- 1991 - Hard To Believe (con Kevin Cronin, Bill Champlin e David Crosby)
- 1991 - Keep Coming Back (UK #55 - USA #12)
- 1992 - Hazard (UK #3 - USA #9)
- 1992 - Take This Heart (UK #13 - USA #20)
- 1992 - Chains Around My Heart (UK #29 - USA #44)
- 1992 - Can't Help Falling In Love
- 1992 - Playing With Fire
- 1994 - Now and Forever (UK #13 - USA #7)
- 1994 - Silent Scream (UK #32)
- 1994 - The Way She Loves Me (UK #38 - USA #20)
- 1995 - Nothing Left Behind Us (USA #74)
- 1995 - Haunt Me Tonight (con Bruce Gaitsch)
- 1997 - Every Day Of Your Life (con Roch Voisine)
- 1997 - Until I Find You Again (UK #144 - USA #42)
- 1997 - Touch Of Heaven
- 1997 - Every Day Of Your Life (con Aska)
- 1997 - At the Beginning (con Donna Lewis) (USA #45)
- 1998 - Slipping Away
- 1998 - Thanks To You
- 1998 - Angel's Lullaby
- 1999 - The Last Words You Said (con Sarah Brightman)
- 2000 - Days in Avalon
- 2001 - Straight From My Heart
- 2004 - When You're Gone
- 2005 - Nothing Left To Say
- 2005 - Ready to Fly
- 2010 - Everybody
- 2011 - When You Loved Me
- 2011 - When Love Is All You've Got (con George Canyon)
- 2011 - Christmas Spirit
- 2012 - Wouldn't Let Me Love You
- 2012 - Santa Claus Is Coming To Town (con Sara Niemietz)
- 2012 - Little Drummer Boy
- 2012 - Christmas Mornings
- 2012 - O Holy Night
- 2013 - Just Go
- 2013 - All Through The Night (con Heart)
- 2014 - Turn Off The Night
- 2014 - Whatever We Started
- 2014 - Beautiful Goodbye
- 2016 - Last Thing I Wanted